# Састре, Альфонсо
Альфонсо Састре Сальвадор (исп. Alfonso Sastre Salvador; 20 февраля 1926, Мадрид — 17 сентября 2021, Фуэнтеррабия) — испанский писатель, драматург, кинорежиссёр, один из главных представителей так называемого «Поколения 50-х годов», борец против франкистской диктатуры.

## Биография
Родился в зажиточной семье, получил католическое воспитание. Пережил бомбардировки и голод Гражданской войны, окончил филфак Мадридского Центрального университета в 1953, с конца 40-х годов писал пьесы в сотрудничестве с группой «Новое Искусство», созданной для борьбы с «буржуазным» театром. Многие его пьесы запрещались франкистской цензурой и ставились за границей или лишь после падения диктатуры.
В 1955 году женился на писательнице и революционерке Еве Форест . Был членом Коммунистической партии Испании, в 1956 году арестовывался за участие в демонстрациях протеста. В начале 70-х годов вышел из компартии, с тех пор поддерживал баскскую националистическую партию Эрри Батасуна. В 1974 году Састре и его жена были арестованы по обвинению в соучастии в теракте, совершенном баскской организацией ЭТА. Он отсидел в тюрьме 8 месяцев, а Ева Форест — 3 года. После её освобождения в 1977 году супруги переехали в город Фуэнтеррабиа в Стране Басков. Альфонсо Састре неоднократно выдвигался кандидатом в депутаты Европейского парламента от партии Эрри Батасуна.
Умер 17 сентября 2021 года в городе Фуэнтеррабия.

## Творчество
В 1953 его пьеса «Отделение, обреченное на смерть» была поставлена в Университетском Народном театре и имела большой успех. Действие её происходит во время Третьей Мировой войны, речь идет об отделении из пяти солдат и капрала, посланных в самоубийственную миссию.
Другие наиболее значительные его пьесы — «Кляп» (1954), «Красная земля» (1954), «В сети» (1959), «Кровь и пепел» (1965), «Фантастическая таверна» (1966, поставлена в 1985)), «Фантастическая трагедия цыганки Селестины» (1982), «Бесконечное путешествие Санчо Пансы» (1984), «Последние дни Иммануила Канта» (1990), «Где ты, Улялюм, где ты» (1990).